# 멕시코의 코로나19 범유행
다음은 멕시코의 코로나19 범유행 현황에 대한 설명이다.
코로나19 범유행은 2020년 2월 멕시코에 상륙한 것으로 확인됐다. 3월 28일 현재 멕시코에서 848건의 COVID-19가 발생했으며 16명이 사망했다고 보고되었다.
2020년 1월 22일, 보건국은 신종 코로나바이러스 (COVID-19)가 멕시코에 위험을 주지 않았다는 성명을 발표했다. 중국, 태국, 한국, 미국에서 441건이 확인되었으며, 1월 9일 여행 자문이 발행되었다.2020년 후반부터는 사망자가 급속도로 늘면서 멕시코도 코로나의 빨간불이 켜졌다.

## 같이 보기
- 북아메리카의 코로나19 범유행
- 2020년대
- 멕시코의 천연두 역사
- 코코리츨리 유행
- 스페인 독감